# Prix Pierre-Chauleur
Le prix Pierre-Chauleur est un ancien prix littéraire français annuel de l’Académie des sciences d’outre-mer, décerné de 1987 à 1993.
Pierre Chauleur, né le 28 mars 1902 à Lille et mort le 2 avril 1986 à Issy-les-Moulineaux, était administrateur colonial, président de l'Association des journalistes d'outre-mer, chargé de conférences au CHEAM et au CMISOM.

## Liste des lauréats
- 1987 : Jacques Marseille pour Empire colonial et capitalisme français : histoire d’un divorce.
- 1988 : Jacques Gasc (1930-2012) pour L’Afrique aux pieds nus[3].
- 1989 : Alain Beauvilain pour Nord-Cameroun : crises et peuplement.
- 1990 : Hugues Alexandre Barro Chambrier pour L’économie du Gabon : analyse, politiques d’ajustement et d’adaptation[4].
- 1991 : Sylvie Brunel pour Une tragédie banalisée : la faim dans le monde.
- 1992 : François Falloux[5] et Lee Talbot[6] pour Crise et opportunité : environnement et développement en Afrique.
- 1993 : Jean Girard (1930-....)[7] pour L’or du Bambouk : une dynamique de civilisation ouest-africaine, du royaume de Gabou à la Casamance.